# 千年纪念碑 (布达佩斯)

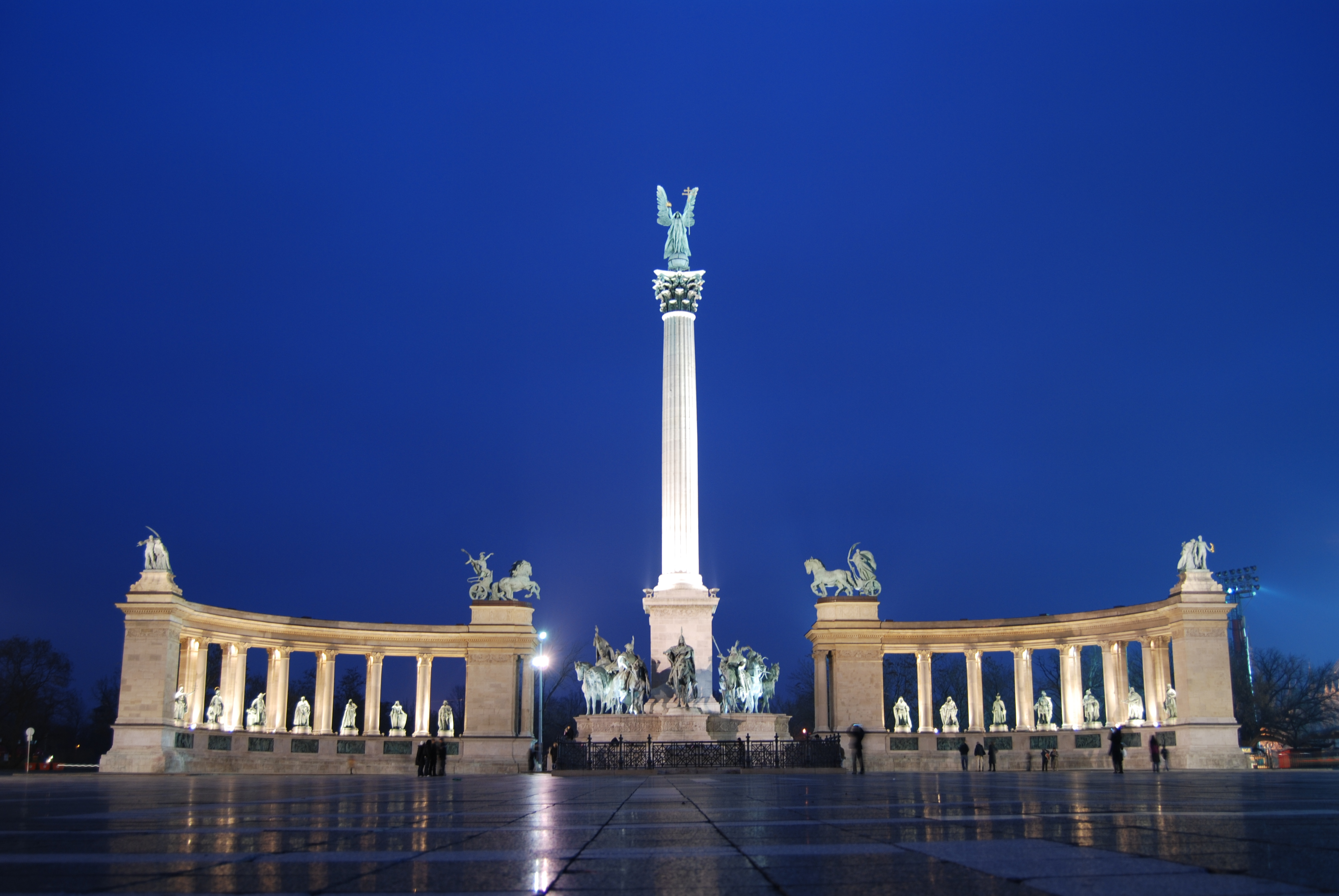
千年纪念碑

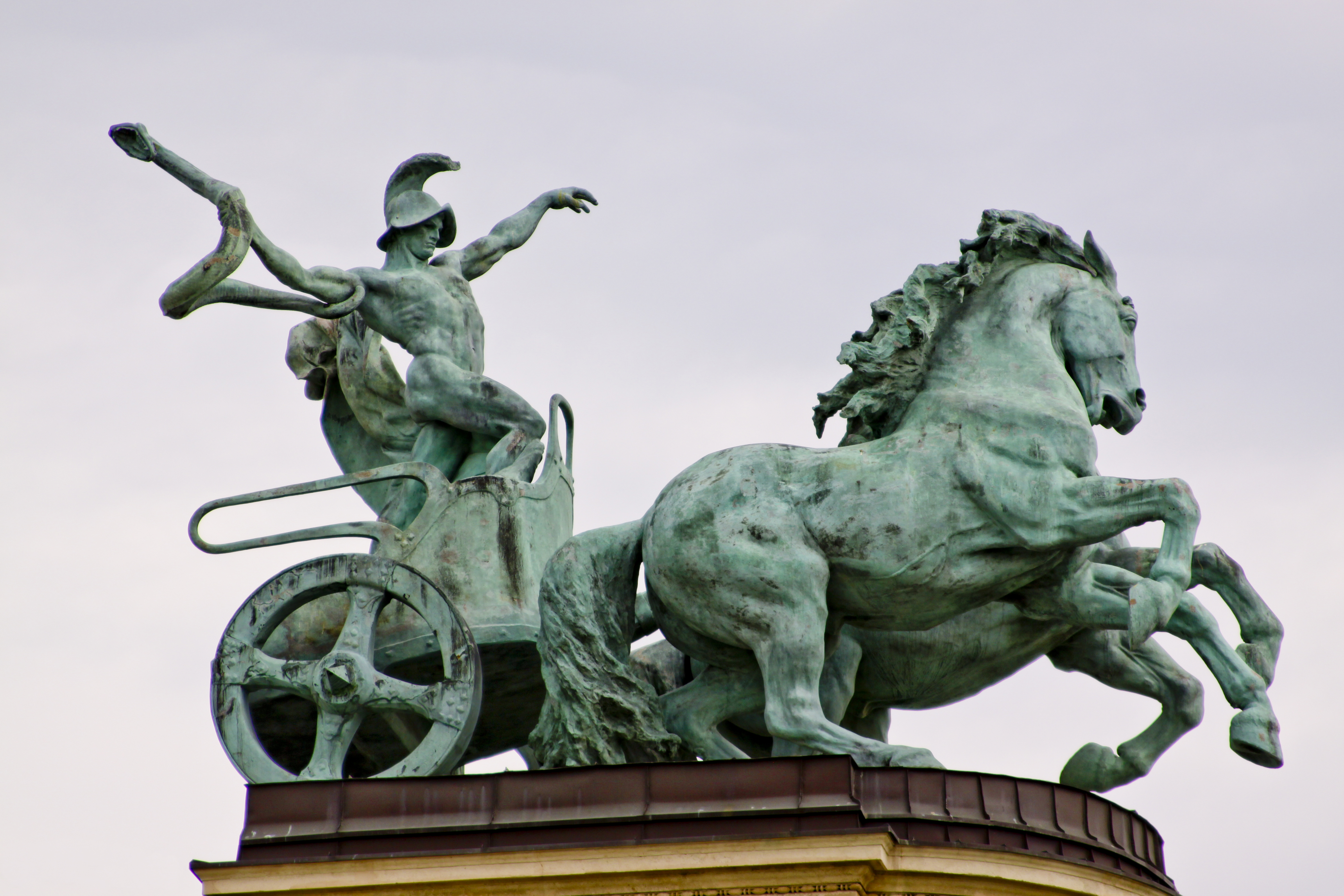
战争
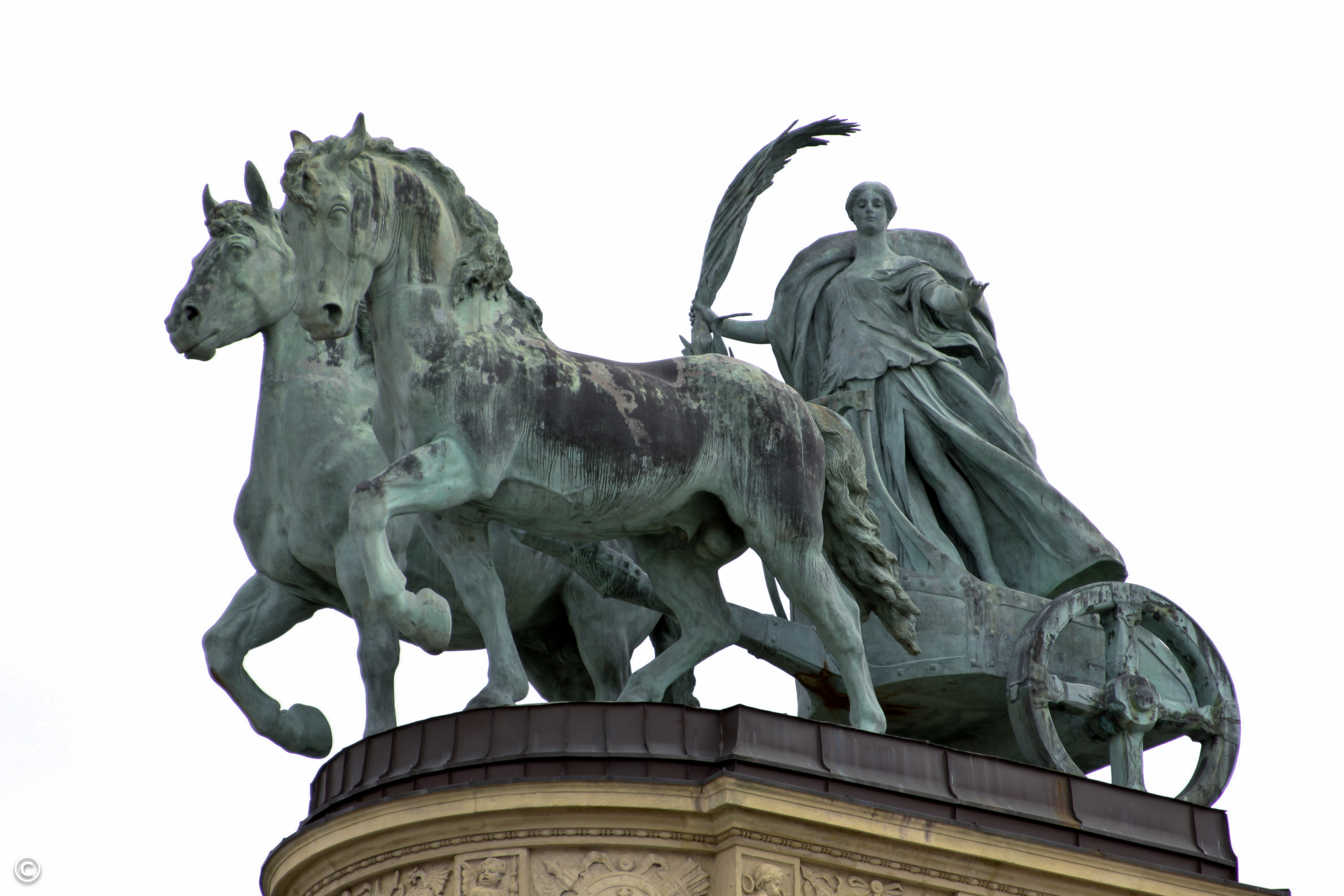
和平

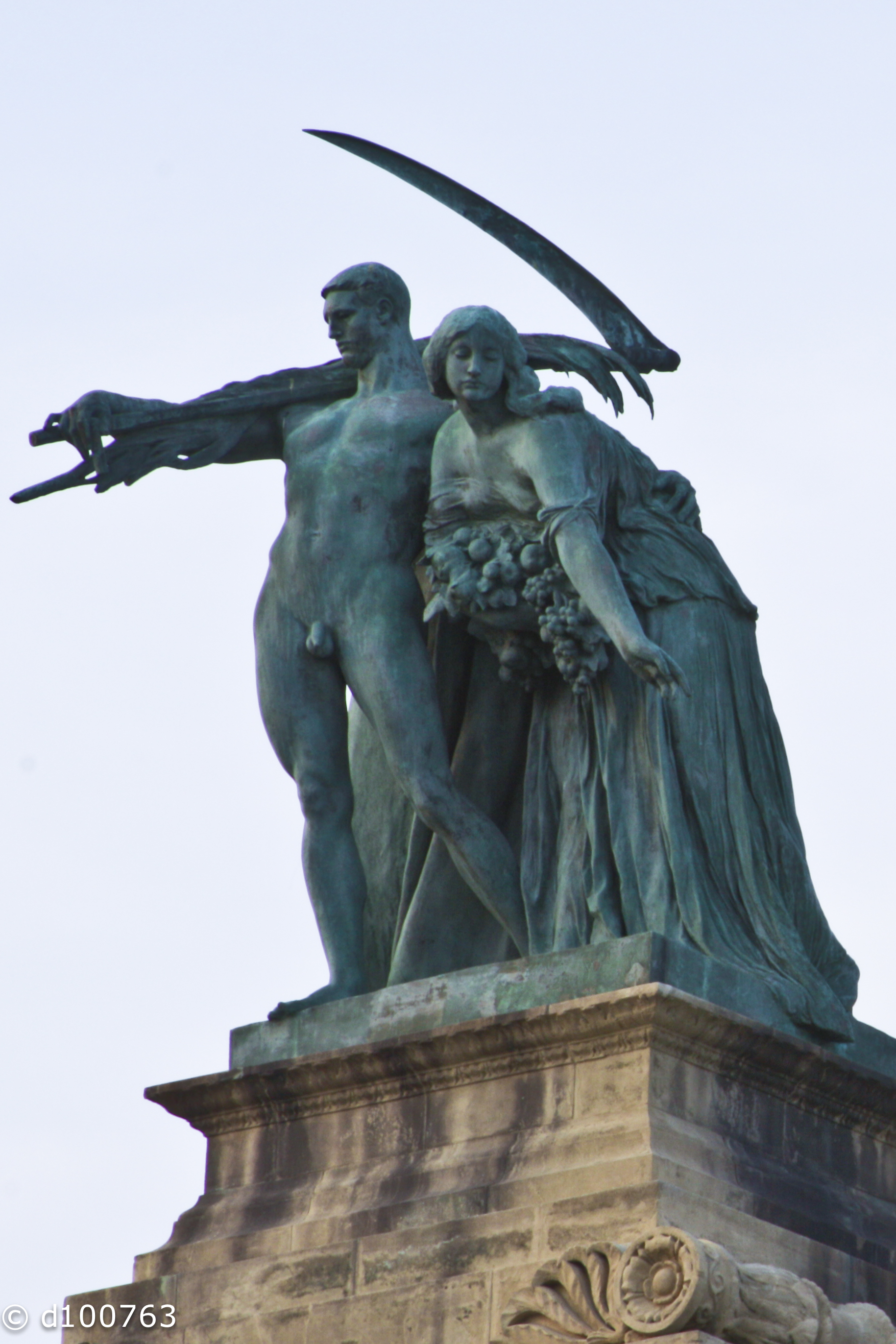
工作和财富
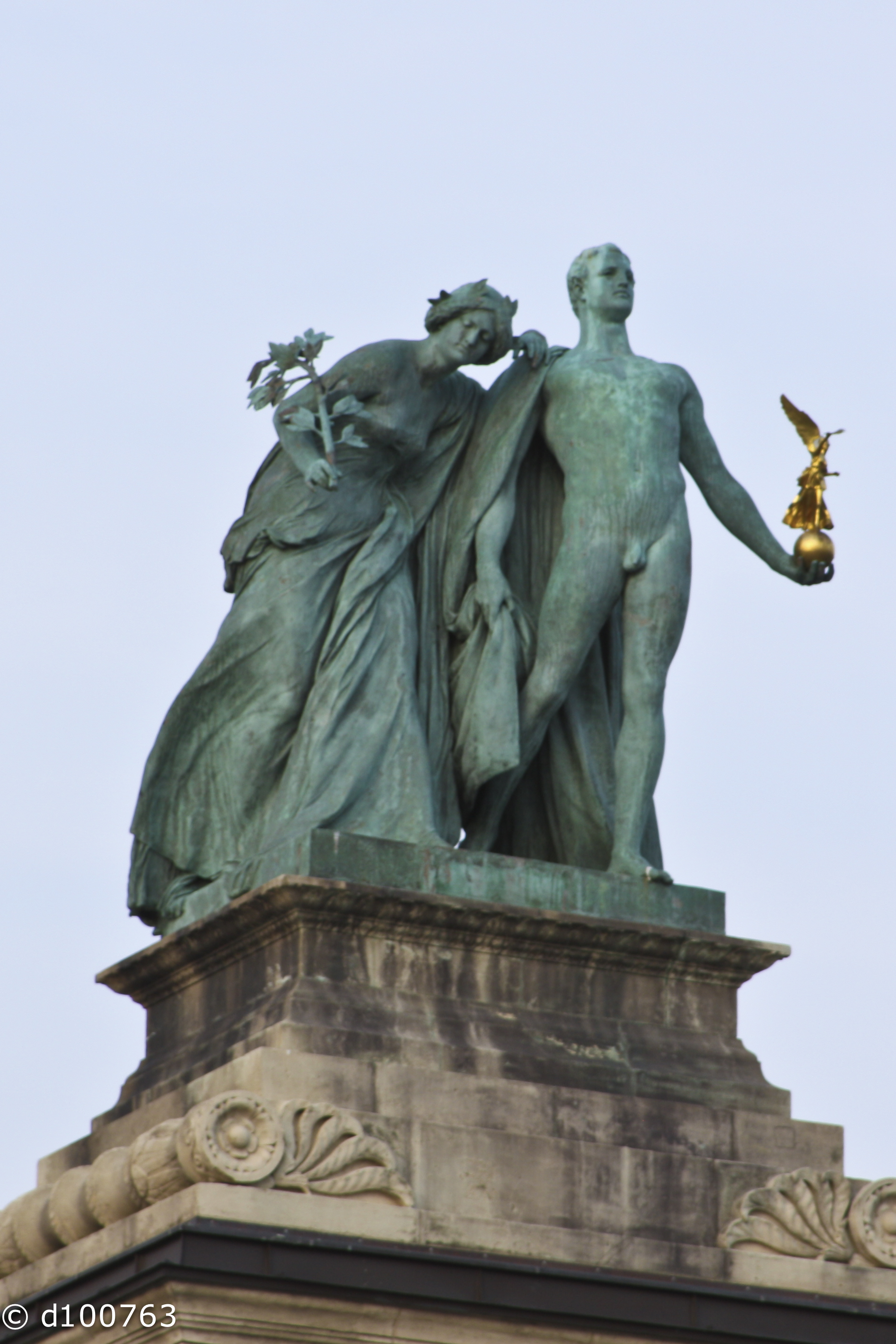
知识与荣耀

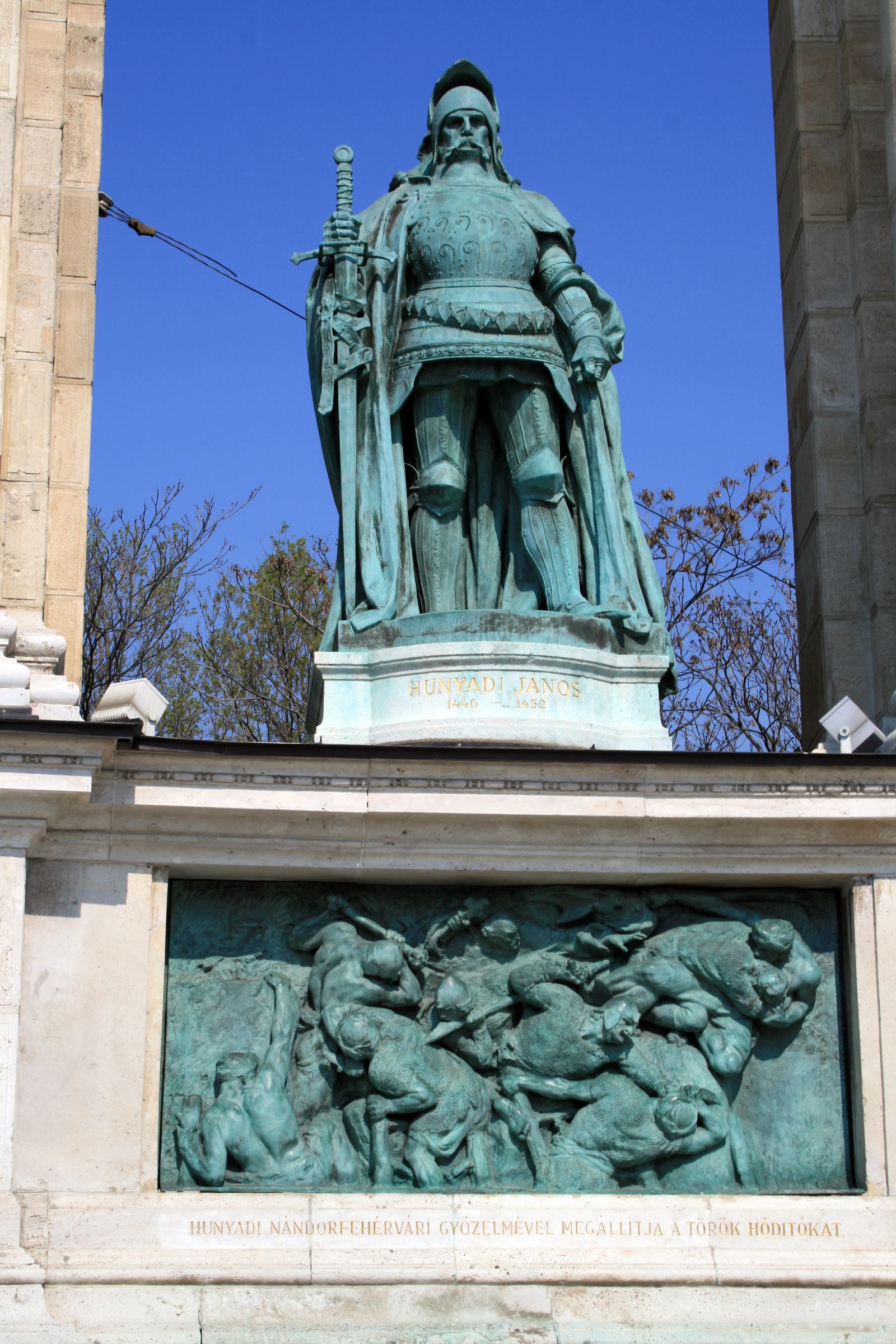
匈雅提·亚诺什
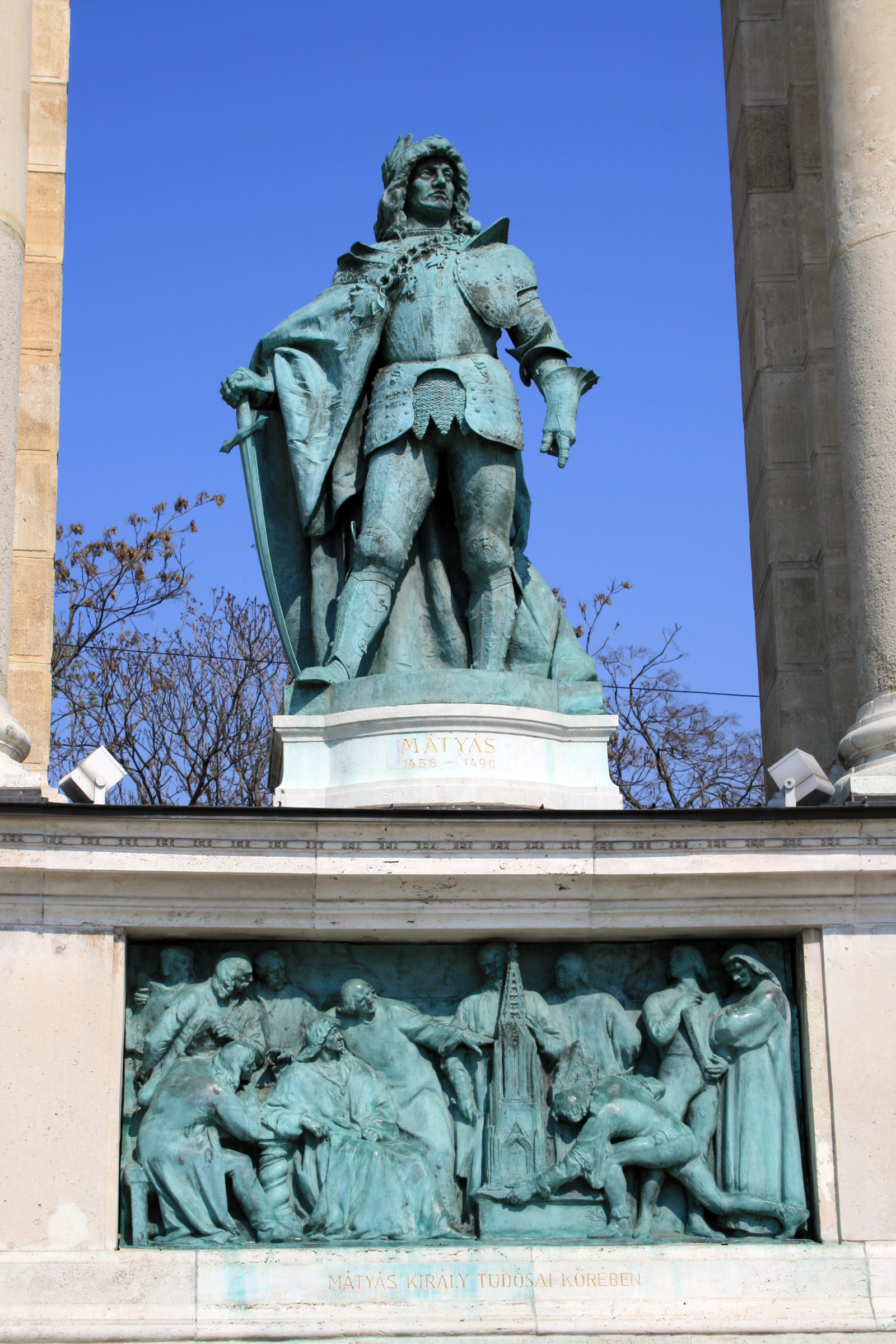
马加什一世
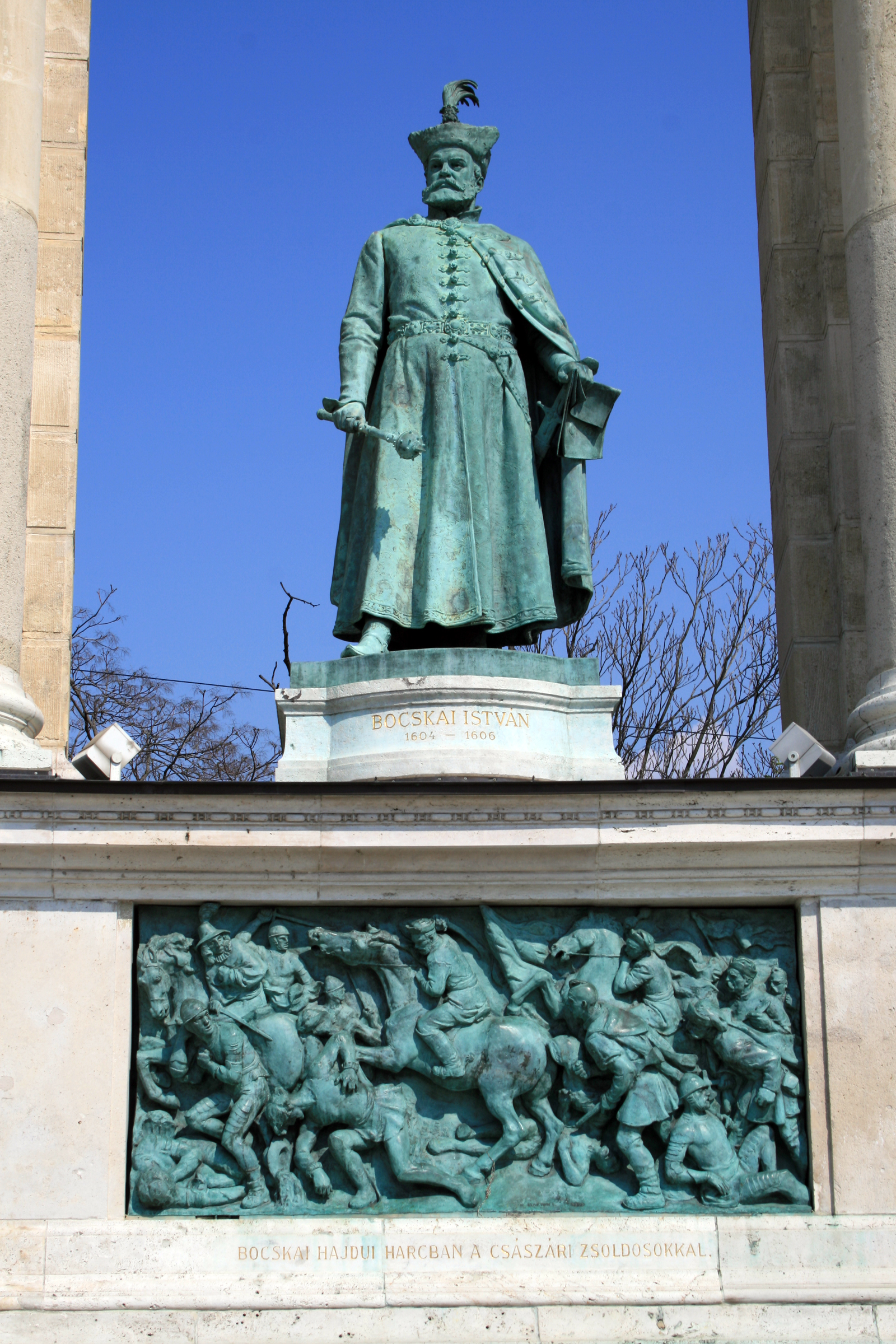
伯茨凯·伊什特万
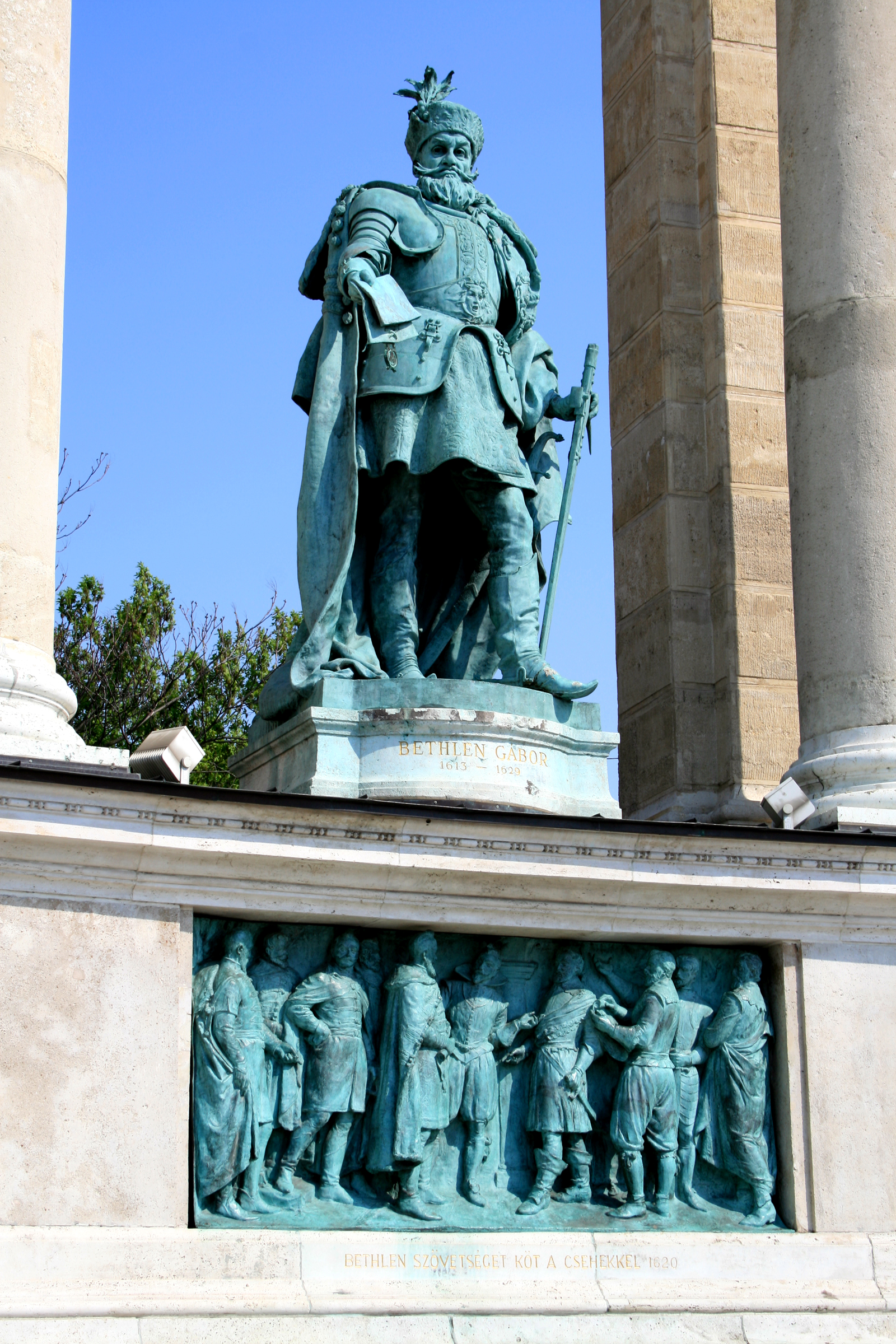
拜特伦·加博尔
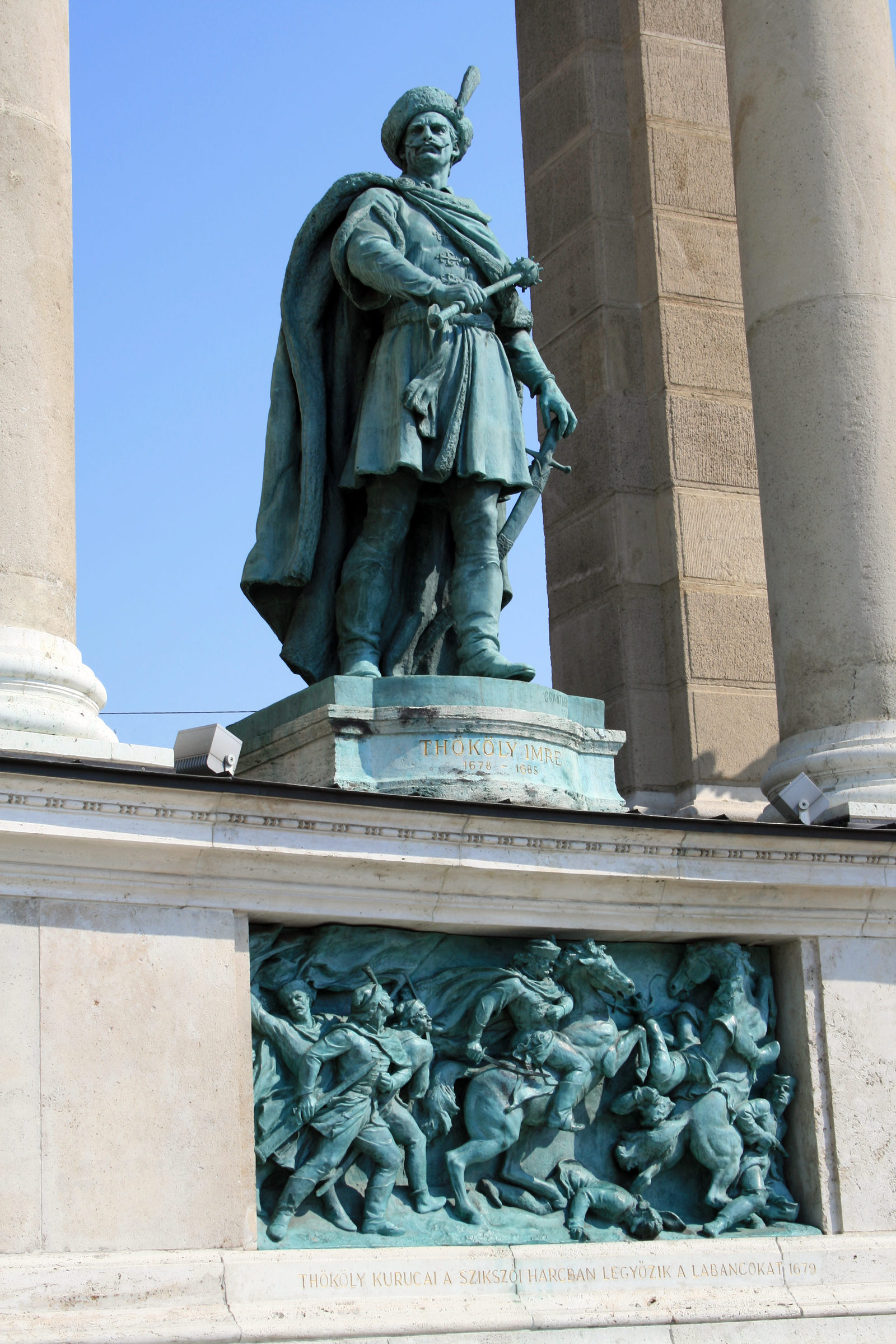
特克伊·伊姆雷
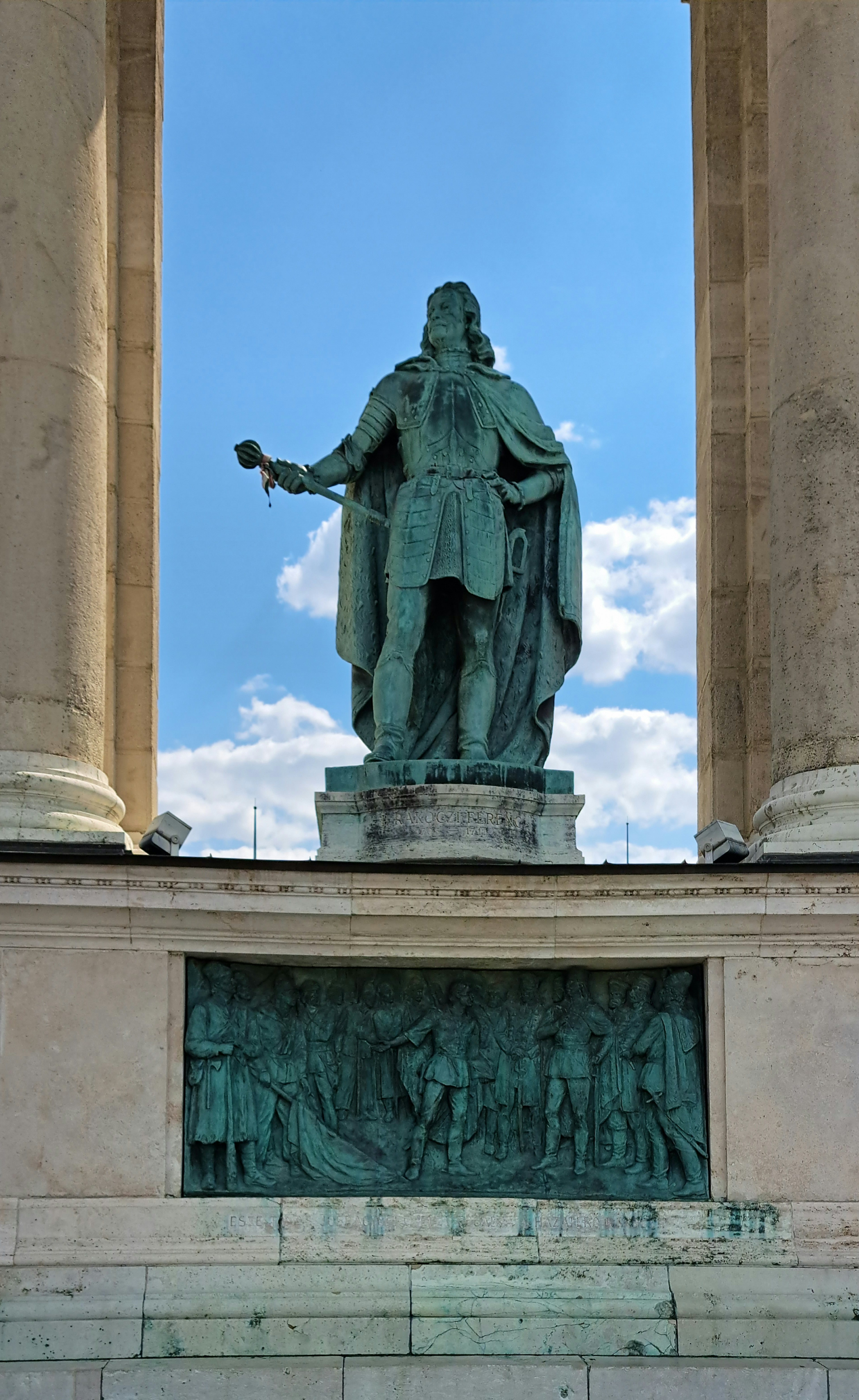
拉科齐·费伦茨二世
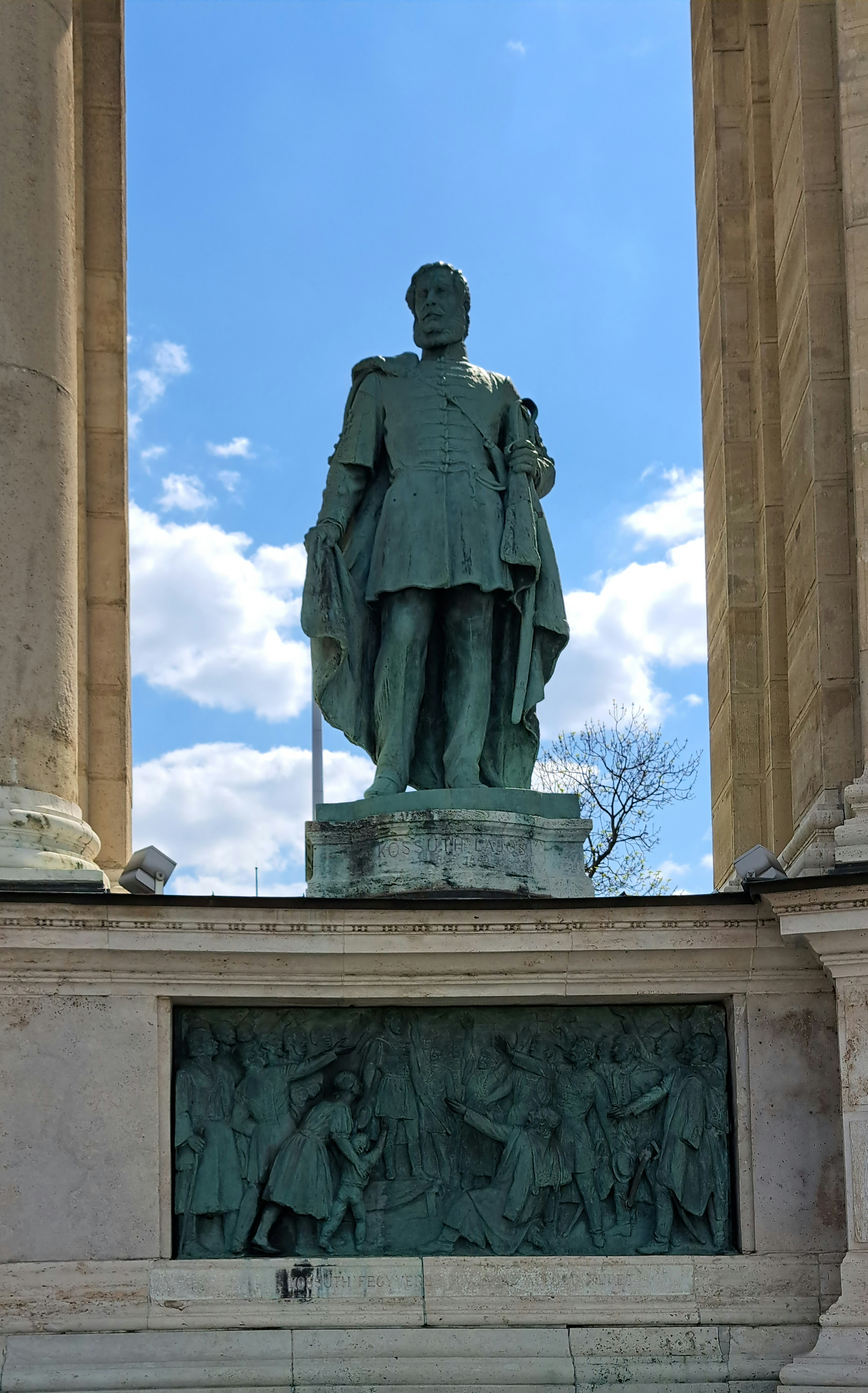
科苏特·拉约什

千年纪念碑（匈牙利语：Millenniumi emlékmű）位于布达佩斯城市公园前的英雄广场，为庆祝1896年匈牙利征服千年庆典兴建的许多建筑和城市发展项目之一（此外还有自由桥、大环路、千禧年地铁、乡间别墅、法院、宾馆、影剧院、系列体育设施）。2000-2001年进行全面的修复。2001年8月18日开幕，并列为国家历史文物。
纪念碑为折衷主义式样，半圆形，宽85米，进深25米，高13米，有两个门廊。左右两边各有7位名人雕像。

纪念碑主体：

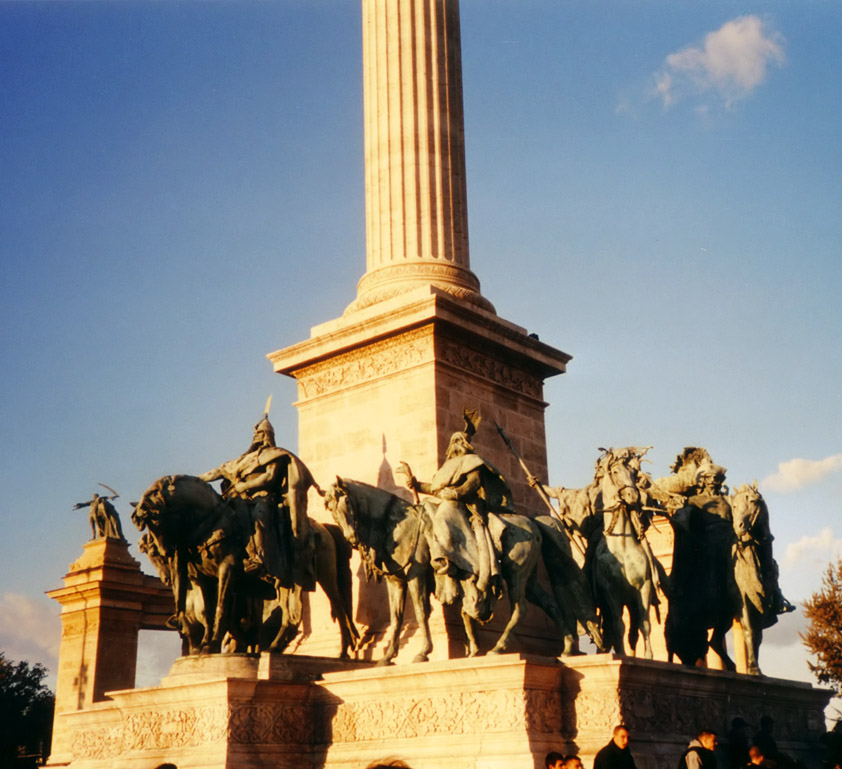
马扎尔七大酋长
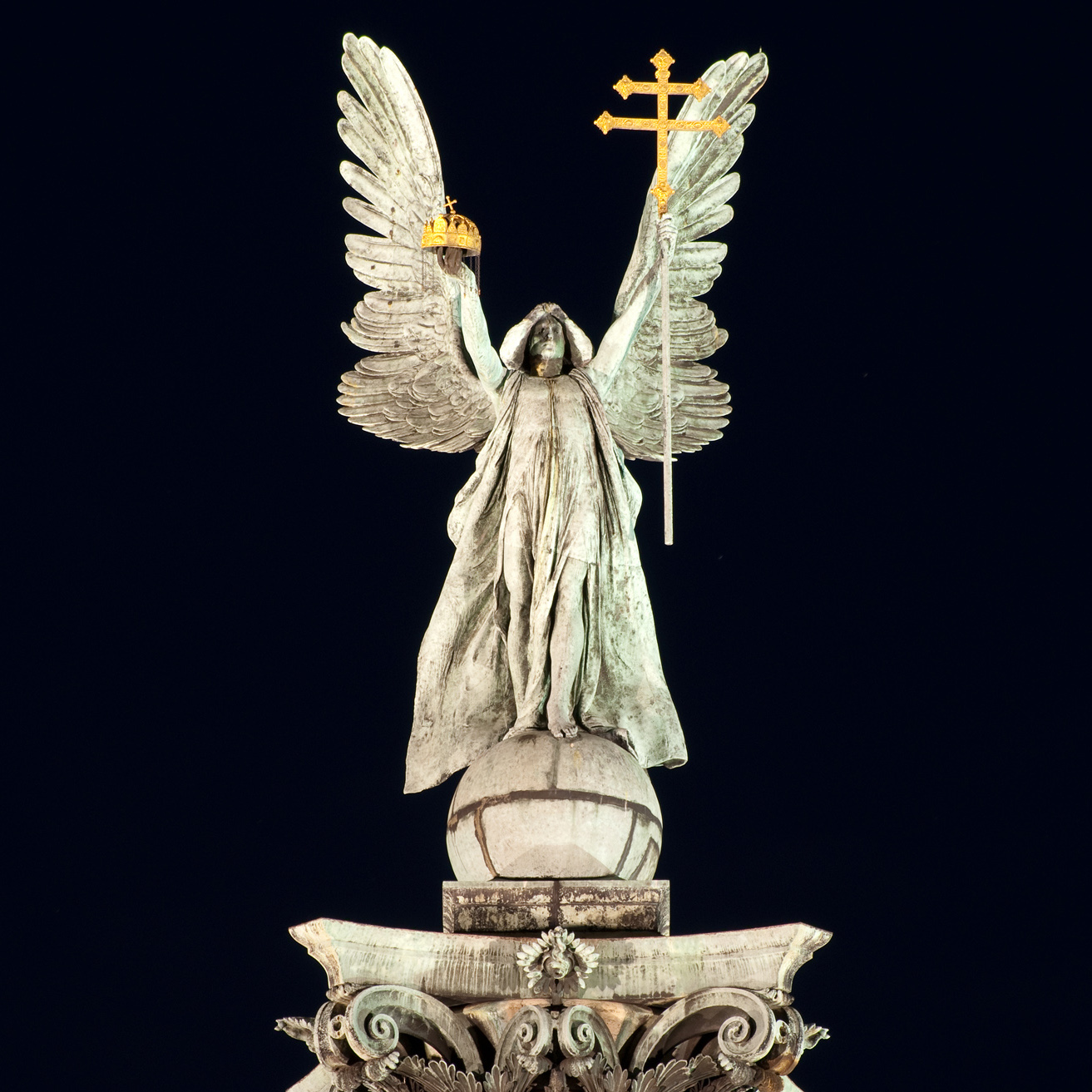
天使长加百列

柱廊顶端：
- 战争
- 和平

- 工作和财富
- 知识与荣耀

左柱廊：

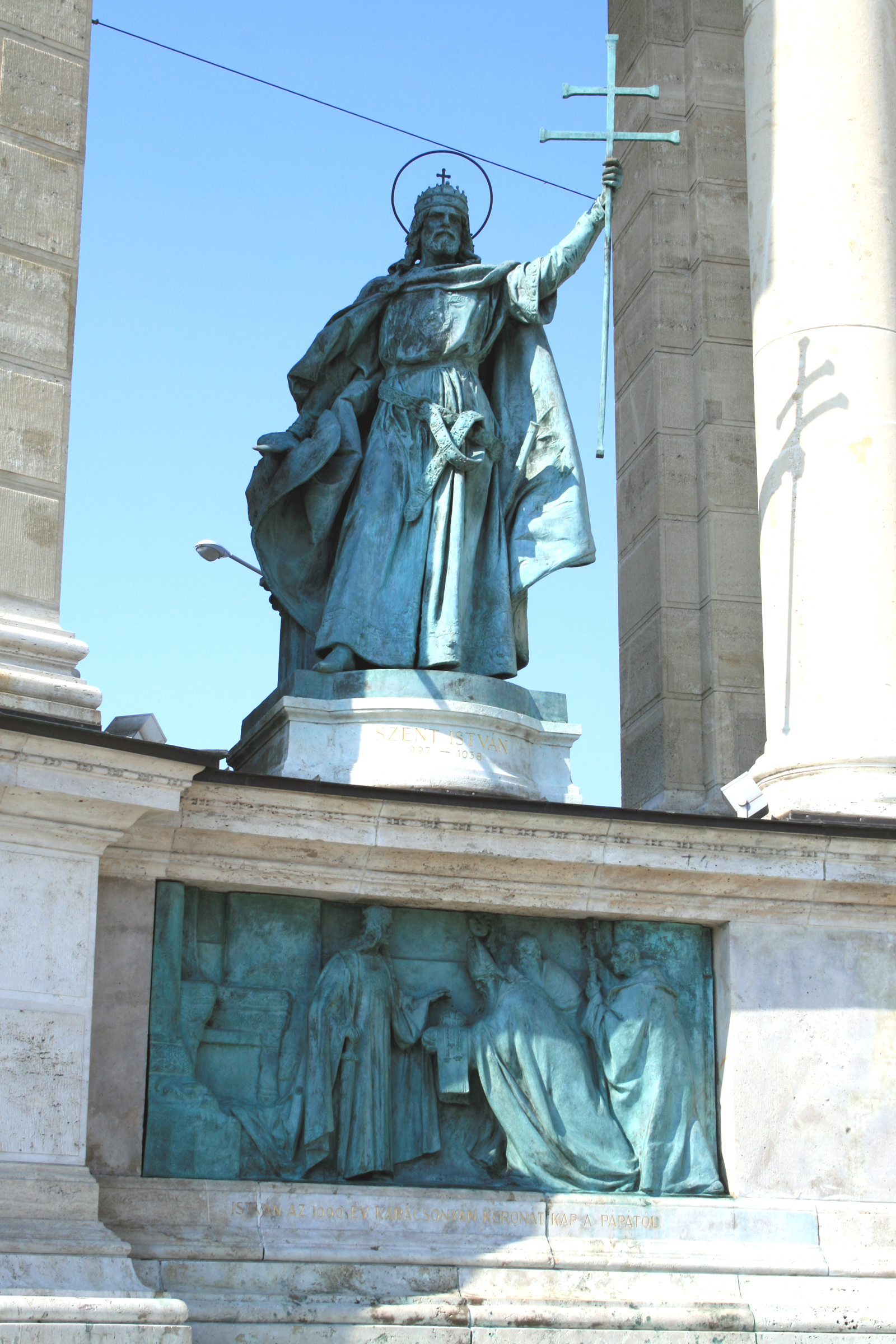
圣伊什特万一世
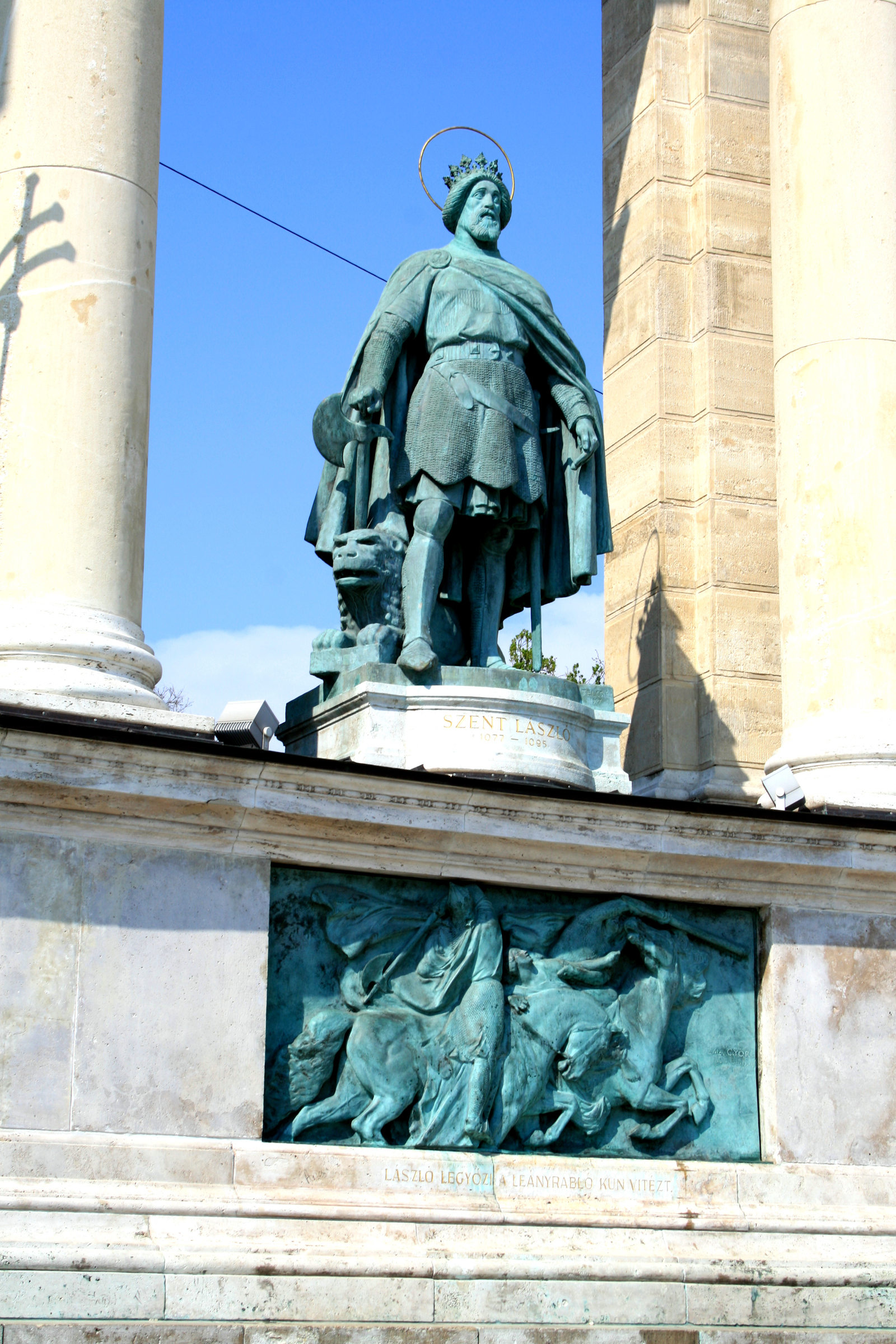
圣拉斯洛一世
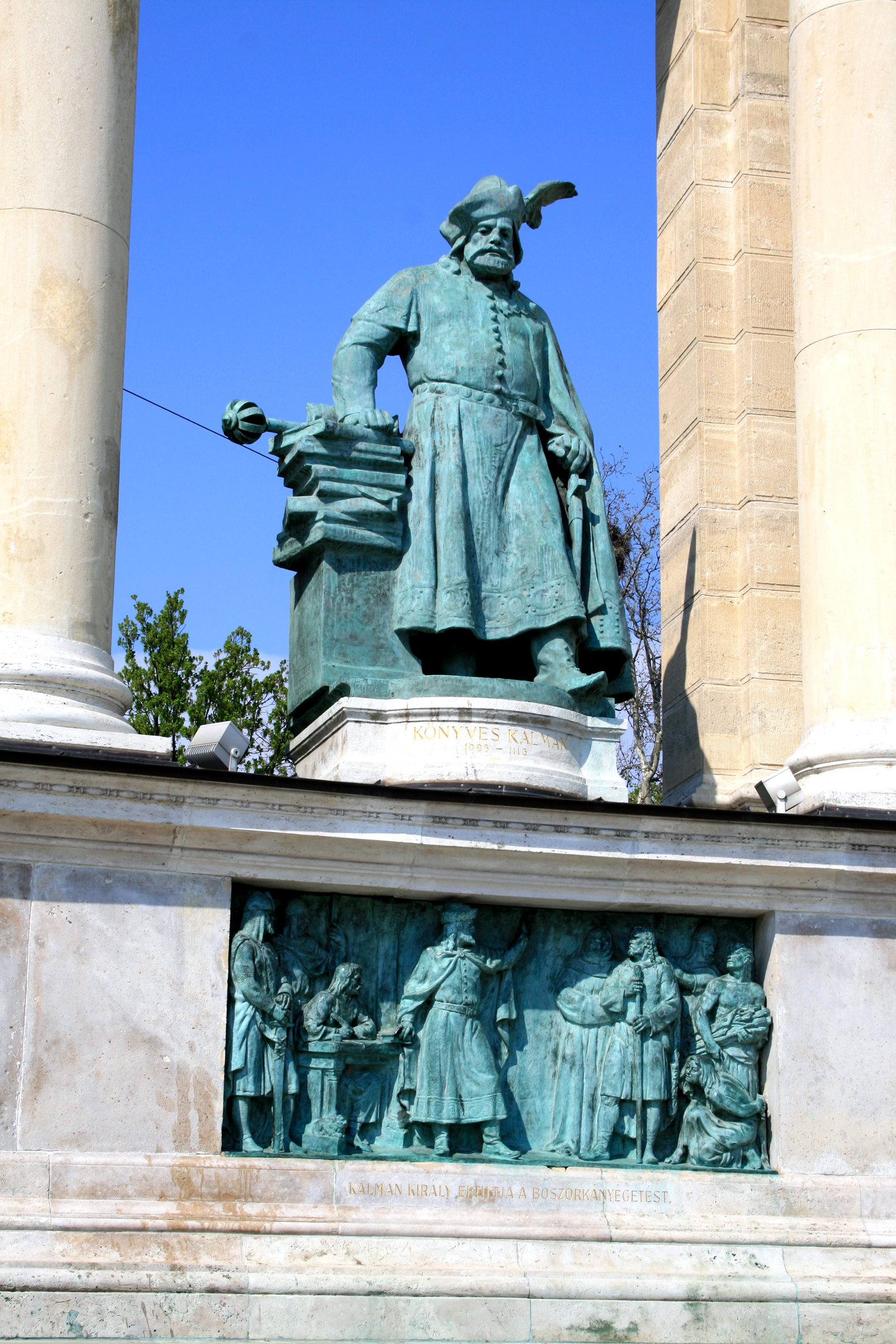
卡尔曼
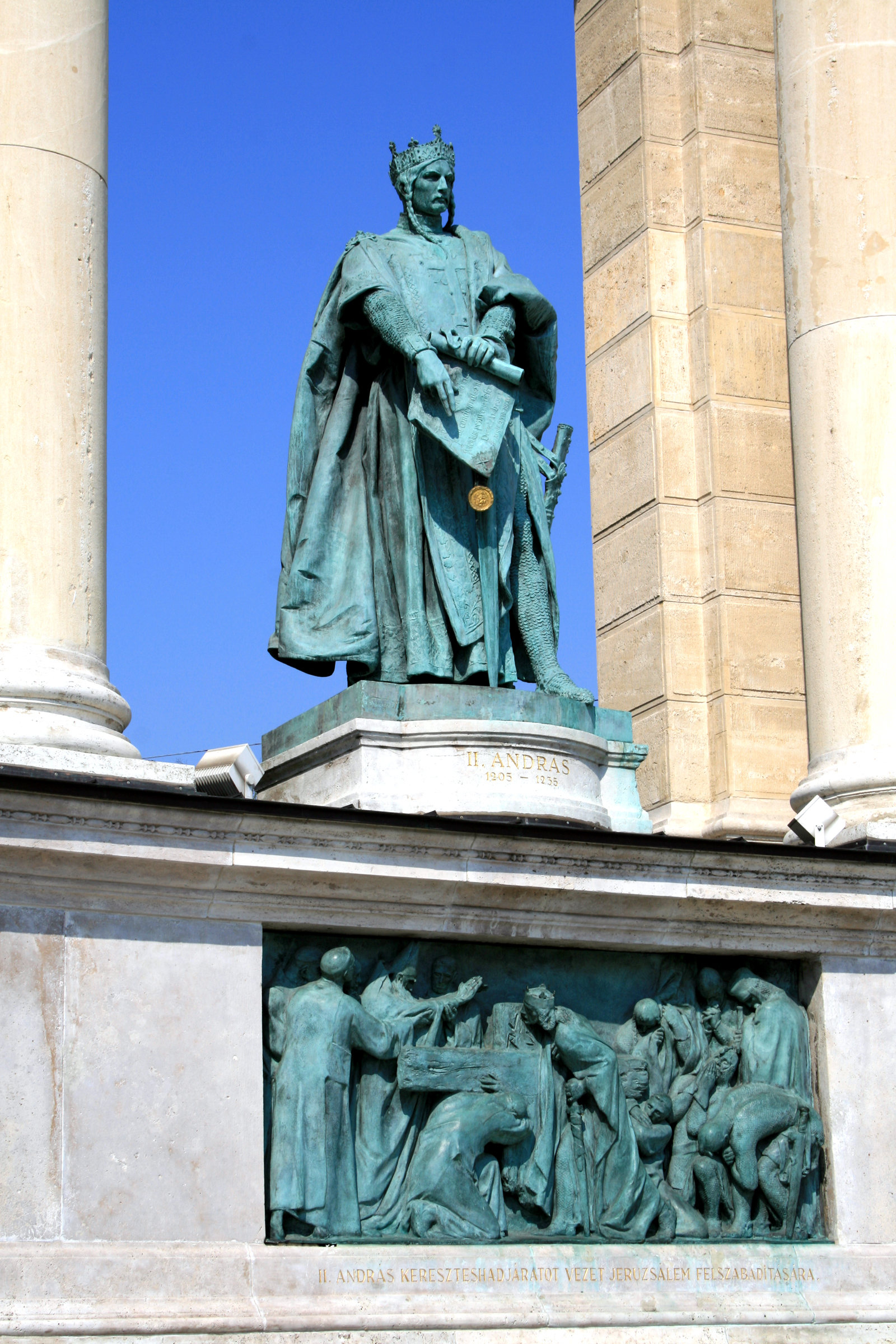
安德拉什二世
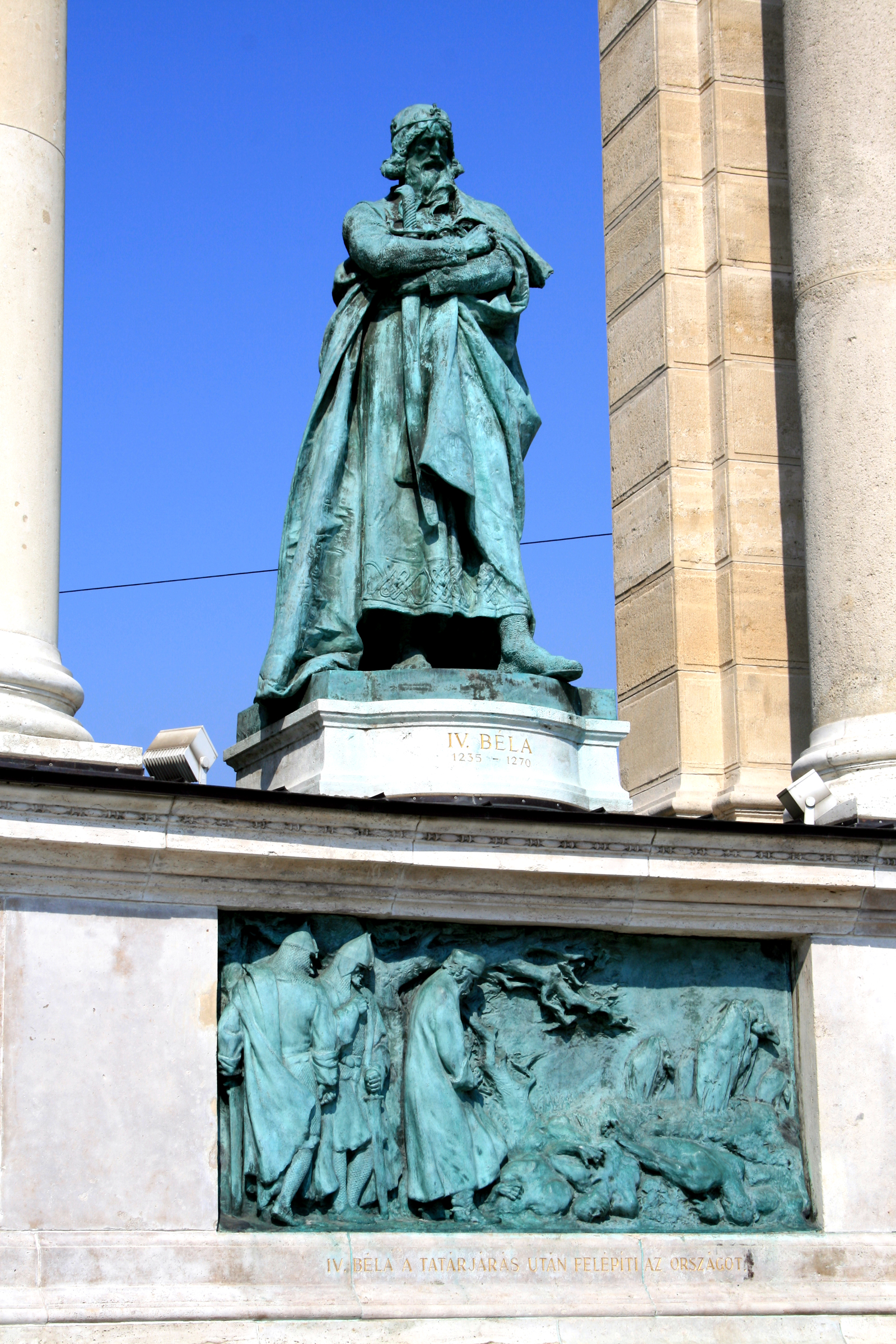
贝拉四世
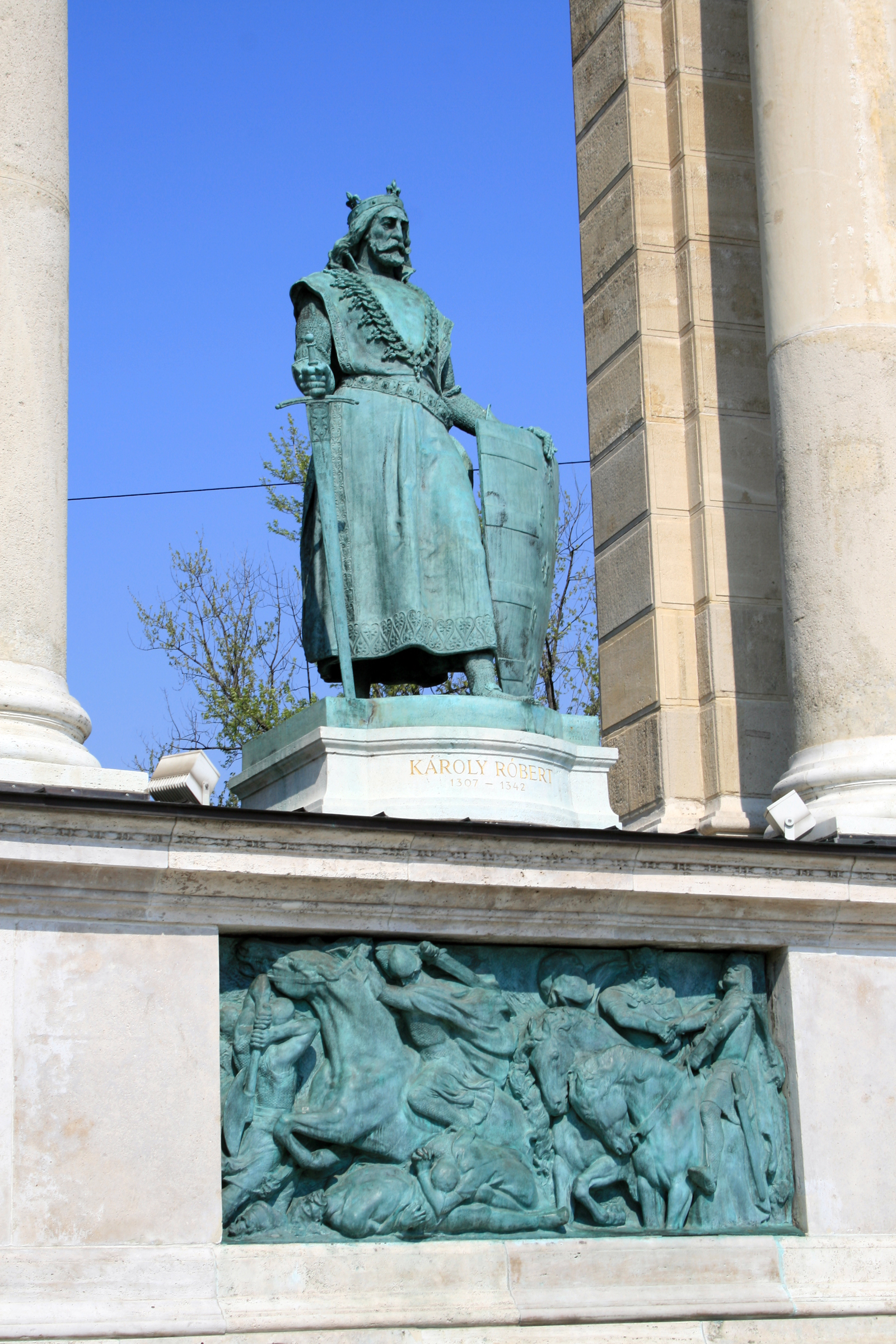
查理一世
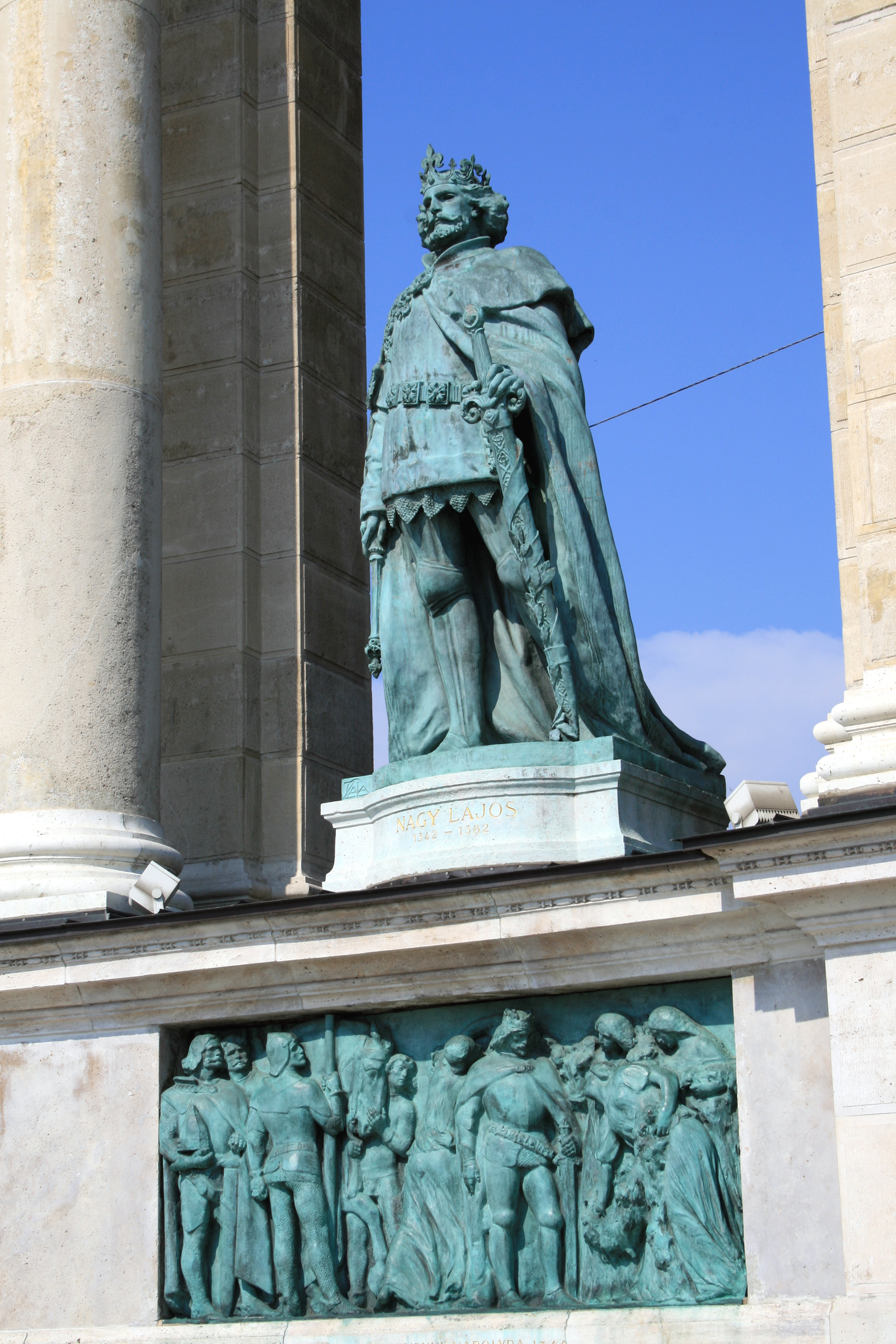
拉约什一世大王

右柱廊：
- 匈雅提·亚诺什
- 马加什一世
- 伯茨凯·伊什特万
- 拜特伦·加博尔
- 特克伊·伊姆雷
- 拉科齐·费伦茨二世
- 科苏特·拉约什